# Финиковая пальма
Фи́никовая па́льма, также Фе́никс, Фи́ник (лат. Phoenix) — род растений семейства Пальмовые (Arecaceae). Род включает от 14 до 17 видов пальм из Африки и Евразии.
Плоды некоторых видов этого рода, особенно вида Phoenix dactylifera, фи́ники, — являются распространённым продуктом питания.
Финиковую пальму выращивали ещё в IV тысячелетии до н. э. в Месопотамии, на территории которой расположен современный Ирак. На Древнем Ближнем Востоке финиковая пальма (аккад. гишиммару) была эталоном красоты.

## Этимология
Родовое название происходит от др.-греч. φοῖνιξ (phoinix) или φοινικός (phoinikos), греческого обозначения финиковой пальмы, использовавшегося Теофрастом и Плинием Старшим. Исследователи склонны относить генезис к финикийцам; Фениксу, сыну Аминтора и Клеобулы в Илиаде Гомера; либо Фениксу, священной птице Древнего Египта.
Некоторые растения, содержащие в названии слово «финик», никакого отношения к роду Phoenix не имеют, например, китайский финик (Ziziphus jujuba).

## Биологическое описание
Представители рода — деревья или приземистые кустарники с перисто-раздельными листьями. Большинство видов — деревья с одним стволом, но есть виды с несколькими стволами.
Листья длинные, при основании имеют крепкие острые колючки.
Цветки мелкие, жёлтой окраски, собраны в метельчатые соцветия. Растения двудомные. Чашечка кубковидная, лепестков 3, в мужских цветах 6 тычинок, в женских 6 стаминодий и 3 свободные пестика, из которых большей частью только один даёт ягодный плод с одним семенем; на внутренней стороне семени глубокая борозда, в середине которой находится зародыш; белок роговой.

## Использование
Высушенные плоды (финики), как и другие сухофрукты, — высококалорийные продукты (от 220 до 280 ккал на 100 г), удобны для транспортировки и долго хранятся даже в условиях жаркого, сухого климата.
Листья финиковых пальм в Южной Европе употребляются при богослужении в Пальмовое (Вербное) воскресенье.
Также под названием «лулав» (или «лулаб») (молодой неразвернувшийся лист) используется в ритуальных целях во время иудейского праздника Суккот.
Из индийского вида Phoenix silvestris приготовляется пальмовое вино «тари».

## Виды

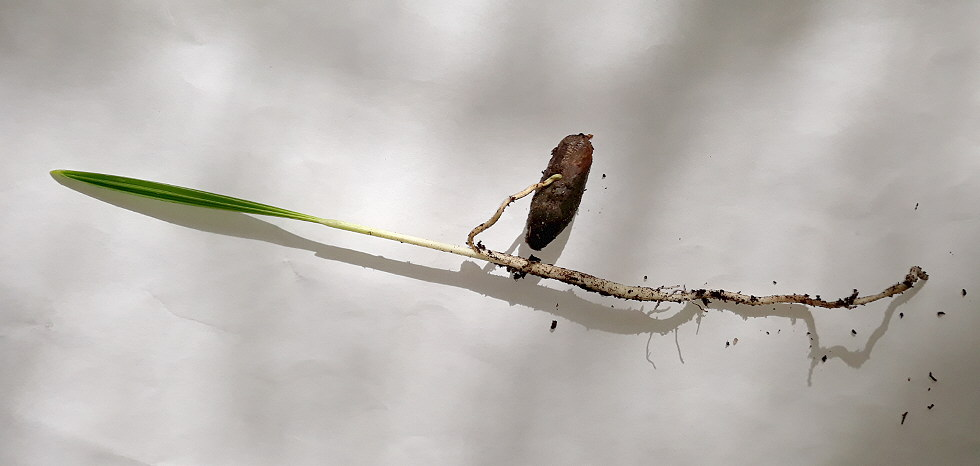
Прорастание финиковой пальмы из косточки

По информации базы данных The Plant List, род включает 15 видов:
- Phoenix acaulis Roxb. (рус. Финик бесстебельный)
- Phoenix andamanensis S.Barrow (рус. Финик андаманский) эндемик Андаманских и Никобарских островов[9].
- Phoenix atlantica A.Chev. — Финик атлантический[10] эндемик островов Зелёного Мыса, расположенных в Атлантическом океане[11].
- Phoenix canariensis Chabaud — Финик канарский, или Финиковая пальма канарская. Пальма высотой до 15 м с одним стволом, диаметр которого может достигать 1 м. Плоды оранжево-жёлтые, мелкие[4].
- Phoenix dactylifera L. typus[1] — Финик пальчатый. Собственно финиковая пальма (настоящая финиковая пальма). Дерево достигает высоты 15—25 метров. Распространена на Канарских островах, в оазисах Сахары, Аравии и Передней Азии. Плоды финиковой пальмы — финики — распространены как фрукты и сухофрукты. Для достижения более успешного плодоношения арабы уже в древности вешали срезанные мужские початки на женские деревья и тем способствовали опылению и оплодотворению.
- Phoenix loureiroi Kunth назван в честь португальского ботаника Жуана ди Лорейру. Произрастает в Юго-Восточной и Южной Азии[12]
- Phoenix paludosa Roxb.
- Phoenix pusilla Gaertn.
- Phoenix reclinata Jacq. — Финик отклонённый, или Финиковая пальма отклонённая. Африканский вид высотой до 9 м. Растение имеет несколько стволов, каждый из которых изгибается наружу от центра группы. Окраска плодов — от жёлтого до красного[4].
- Phoenix roebelenii O'Brien — Финик Робелена, или Финиковая пальма Робелена. Вид из Лаоса высотой до 3 м с несколькими стволами, каждый из которых изгибается наружу от центра группы. Плоды чёрные. Растение выращивают как комнатное растение[4].
- Phoenix rupicola T.Anderson — Финик горный, или Финиковая пальма горная. Вид из Индии высотой до 8 м. Плоды тёмно-красные[4].
- Phoenix sylvestris (L.) Roxb. — Финик лесной
- Phoenix theophrastii Greuter — Финик Теофраста, или Финиковая пальма Теофраста[13].

Многие виды этого рода способны образовывать гибриды.

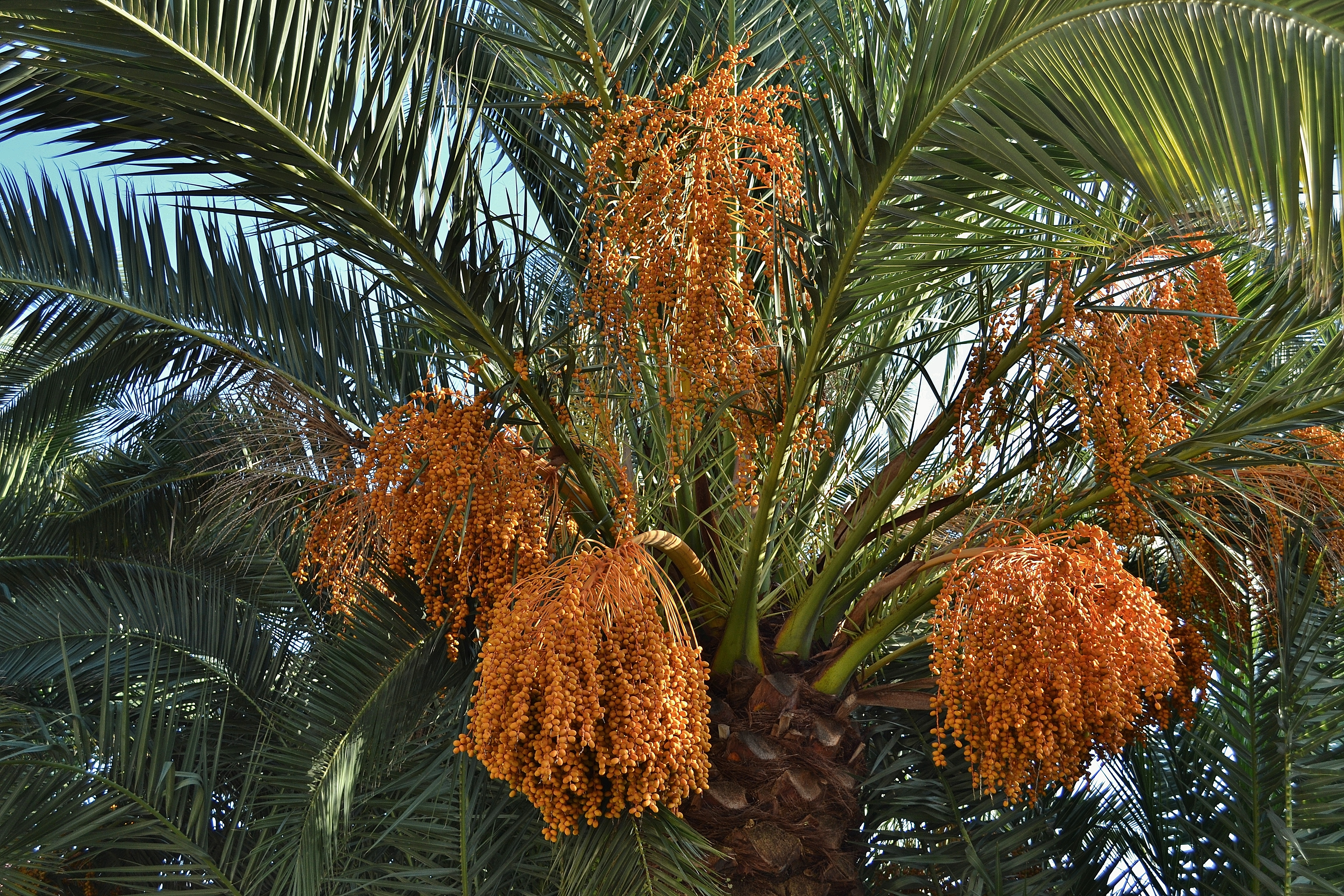
Зреющие плоды финиковой пальмы. Гагра. Абхазия
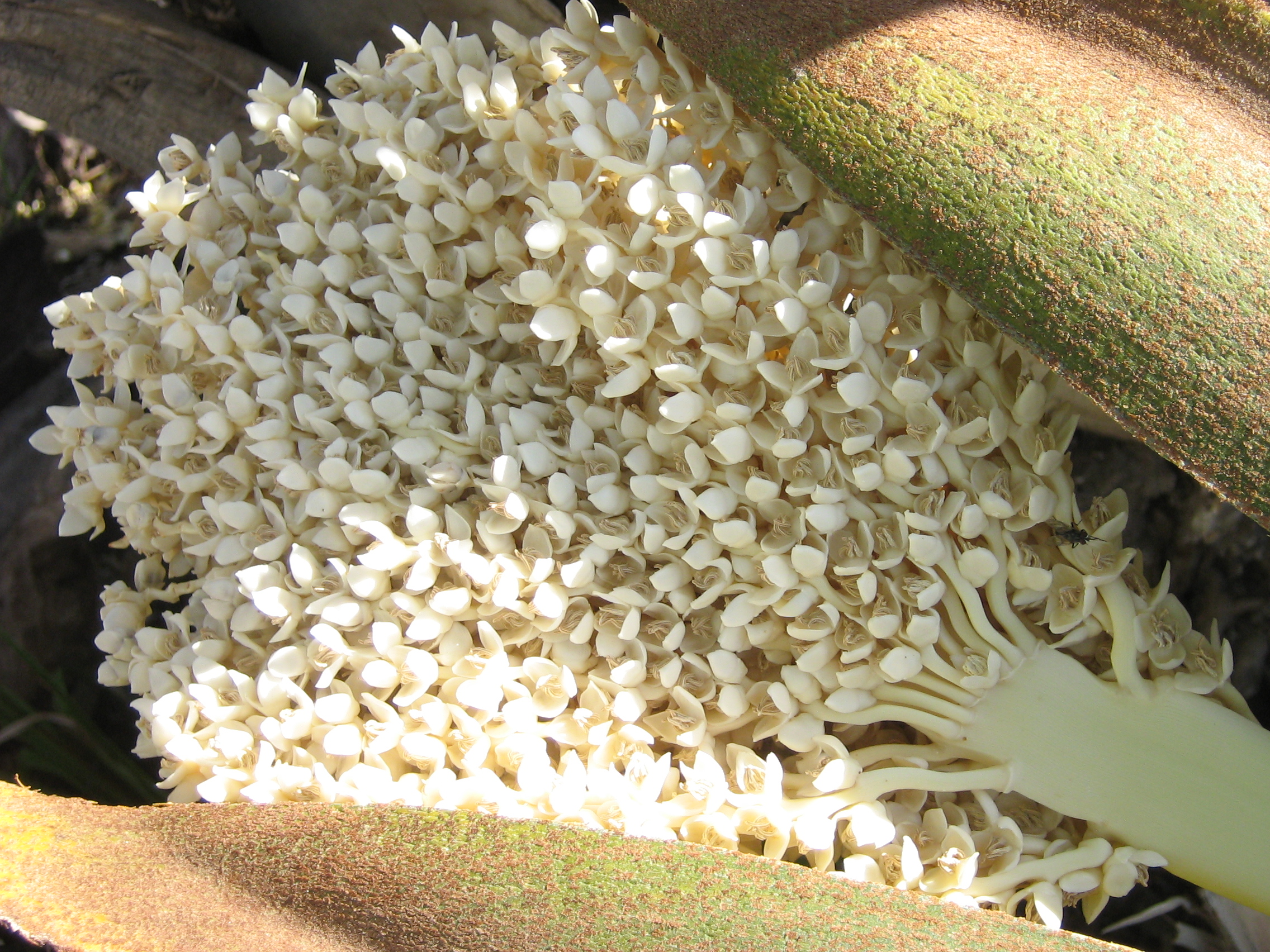
Цветёт финиковая пальма
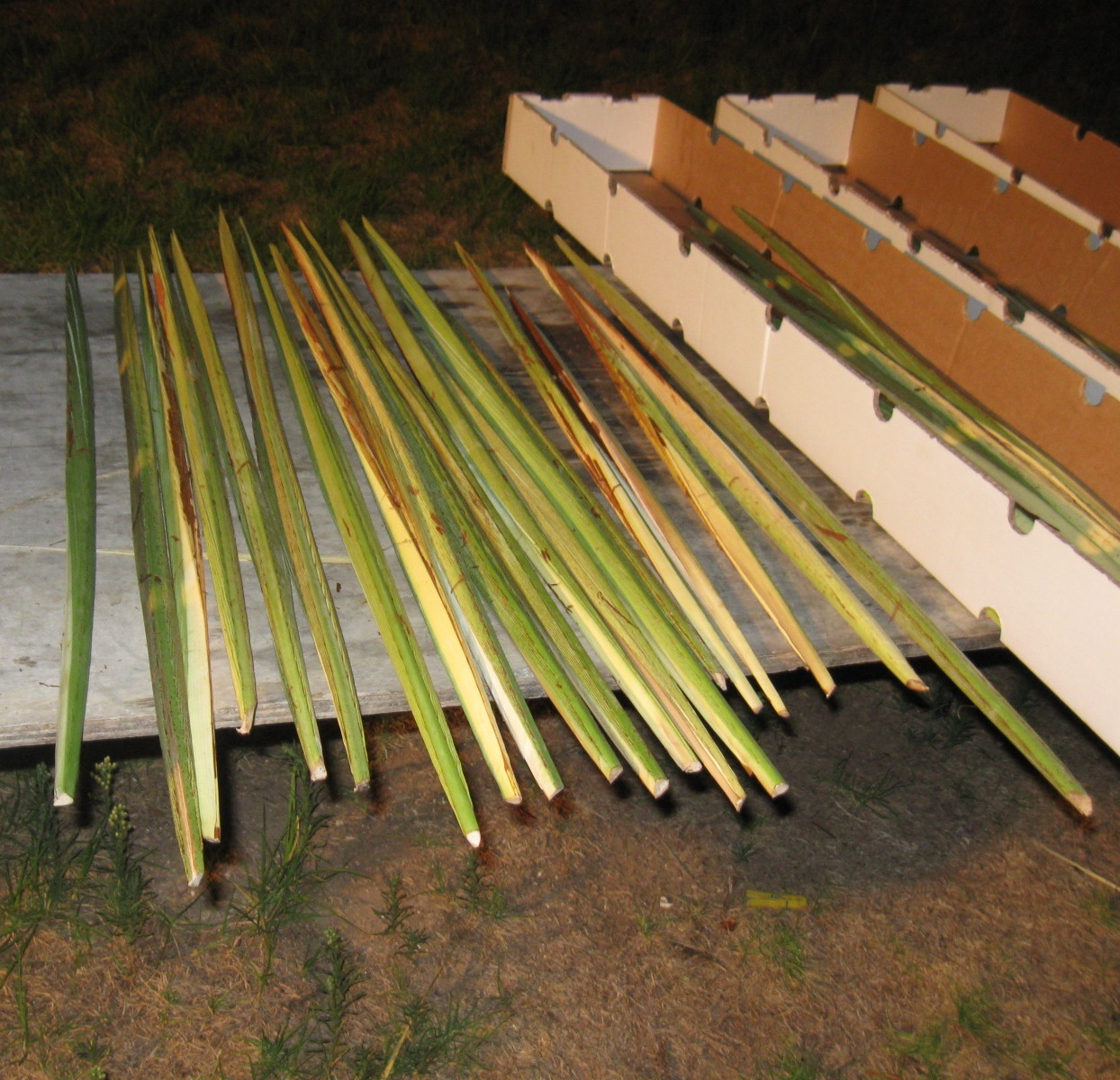
Лулабы из молодых ещё неразвернувшихся листьев[14] финика пальчатого
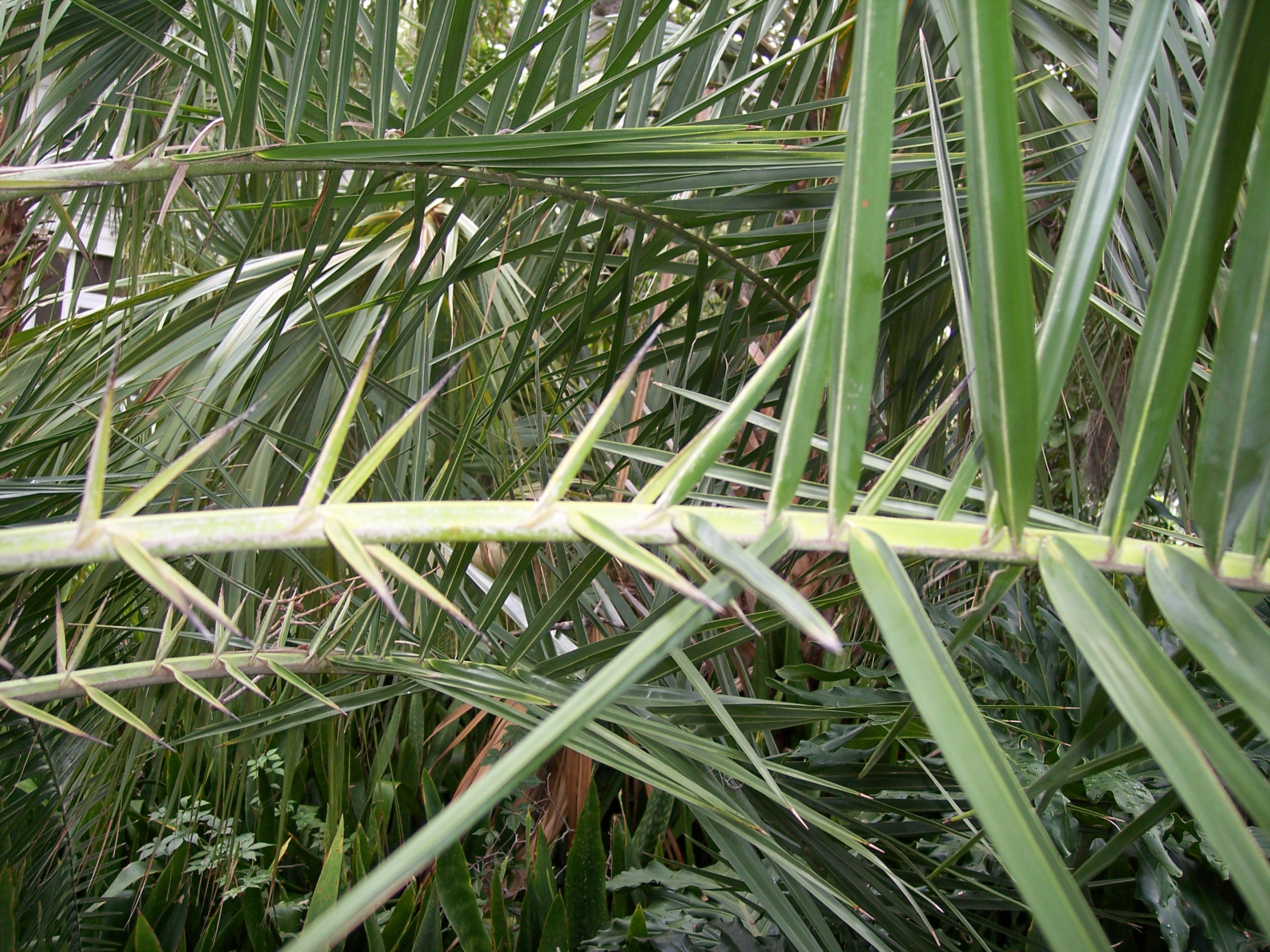
Характерные для финиковых пальм листья, метаморфировавшие в шипы
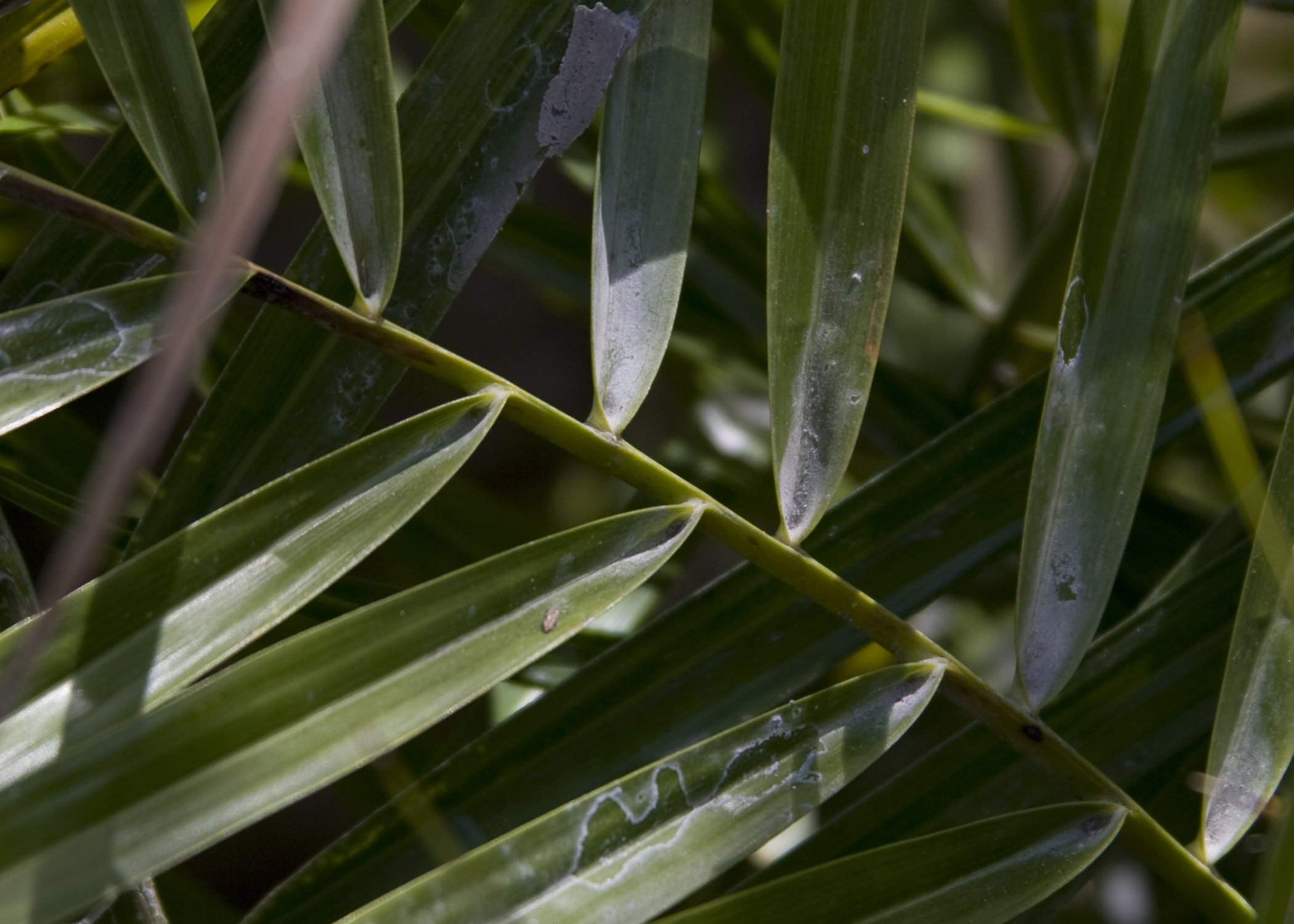
Перистораздельные листья финиковой пальмы, расположенные под углом к черенку
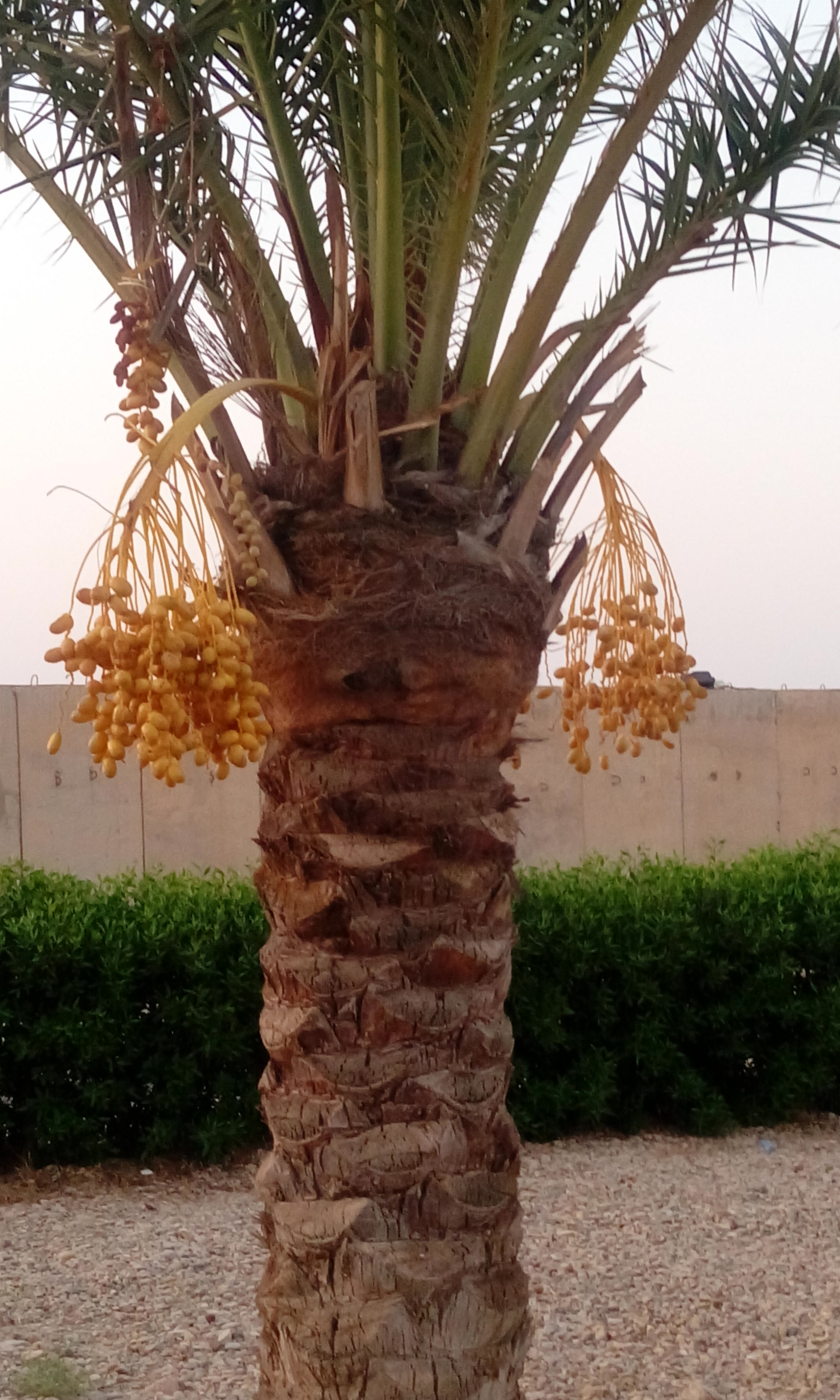
Финиковая пальма в момент созревания плодов - Ирак, Вассит
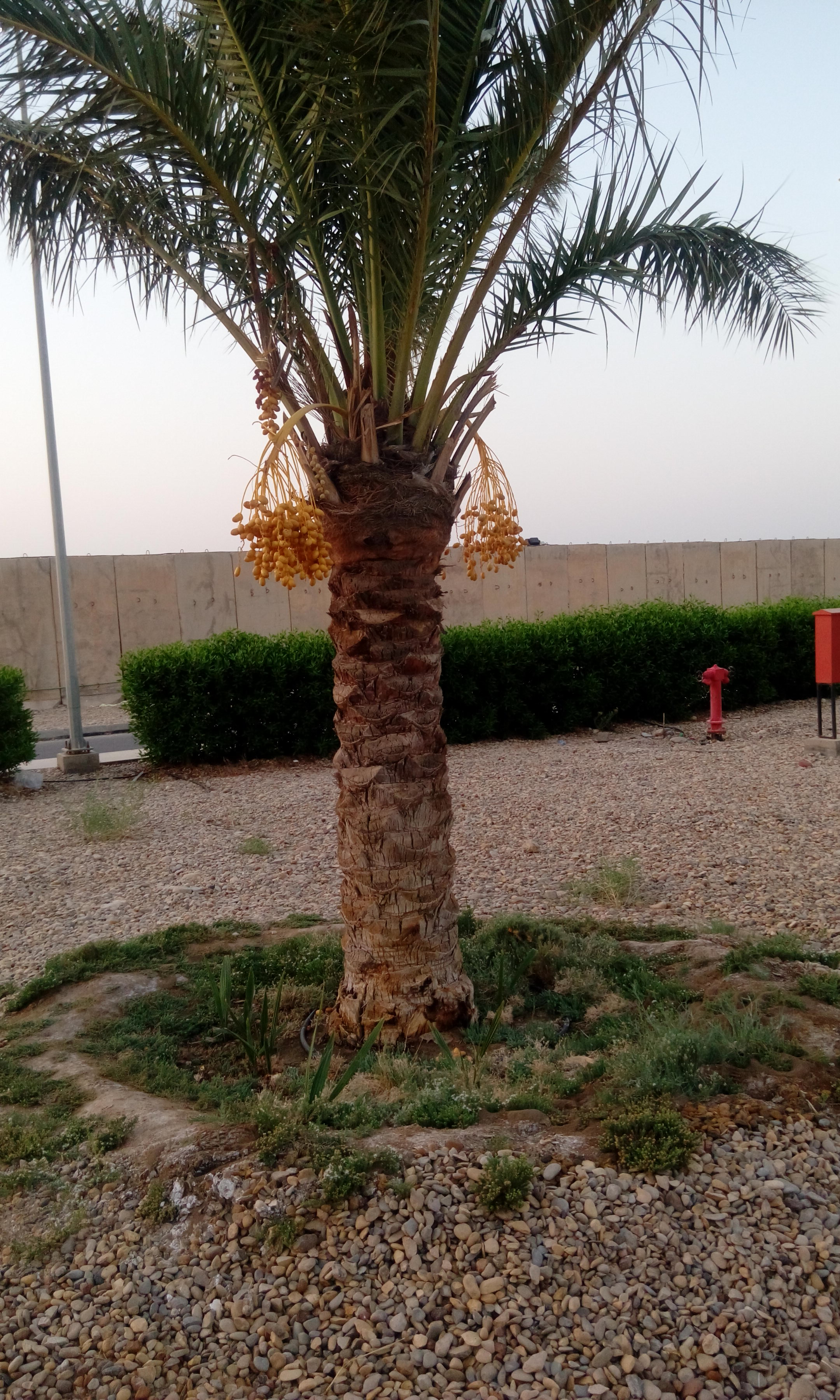
Финиковая пальма в момент созревания плодов - Ирак, Вассит